# 王廷表
王廷表（1490年—1554年），字民望，號鈍庵，雲南阿迷州（今雲南省紅河州開遠市）人，明朝政治人物。

## 生平
正德五年（1510年）雲貴鄉試舉人。正德九年（1514年）中進士，授浙江台州府推官，嘉靖間歷刑部員外郎，陝西司郎中，升為四川按察司僉事。因彈劾總兵賄賂朝中丞相事，被「勒令致仕」。里居近三十載。

## 著作
著作有《皇統》、《鈍庵讀史》等，今存《桃川剩集》二卷。雍正《阿迷州志》所收錄其詩作《游郡十二詠》等。
因大禮議謫居雲南的楊慎，縱情詩酒，與當地文人多有唱和，其中楊士雲、李元陽、張含、王廷表、唐錡、胡廷祿為其門生中拔萃者，並稱“楊門六子”。